# The Best of the Runaways
The Best of the Runaways – zbiór największych przebojów rockowego zespołu The Runaways, wydany w 1982 roku. Na płycie znajdują się hity z trzech pierwszych studyjnych albumów grupy: The Runaways, Queens of Noise i Waitin' for the Night.

## Lista utworów
1. "Cherry Bomb" (Joan Jett, Kim Fowley) - 2:18
2. "Blackmail" (Jett, Fowley) - 2:41
3. "I Love Playin' With Fire" (Jett) - 3:20
4. "Born to Be Bad" (Sandy West, Micki Steele, Fowley) - 4:30
5. "Take It or Leave It" (Jett) - 3:25
6. "Queens of Noise" (Billy Bizeau) - 3:12
7. "You Drive Me Wild" (Jett) - 3:18
8. "School Days" (Jett, Fowley) - 2:52
9. "Wait for Me" (Jett) - 4:55
10. "Wasted" (Jett, Fowley) - 3:25
11. "Don't Go Away" (Jett) - 3:33
12. "Waitin' for the Night" (Kari Krome, Jett, Fowley) - 4:59
13. "C'mon" (Jett) - 3:58

## Wykonawcy
- Joan Jett - śpiew (utwory 2, 3, 4, 5, 6, 7, 8, 9, 10, 11, 12), gitara rytmiczna, wokal wspomagający
- Cherie Currie - śpiew (utwory 1, 13)
- Lita Ford - gitara prowadząca, wokal wspomagający
- Vicki Blue - gitara basowa (utwory 8, 9, 10, 11, 12), wokal wspomagający
- Jackie Fox - gitara basowa (utwory 1, 2, 3, 4, 5, 6, 7, 13), wokal wspomagający
- Sandy West - perkusja, wokal wspomagający